# Ponori Thewrewk Aurél (csillagász)
Ponori Thewrewk Aurél (ejtsd: Török) (Budapest, 1921. május 2. – Budapest, 2014. október 8.) magyar csillagász, csillagászattörténész, kronológus, szakíró, természettudós, eszperantista.

## Családtörténet

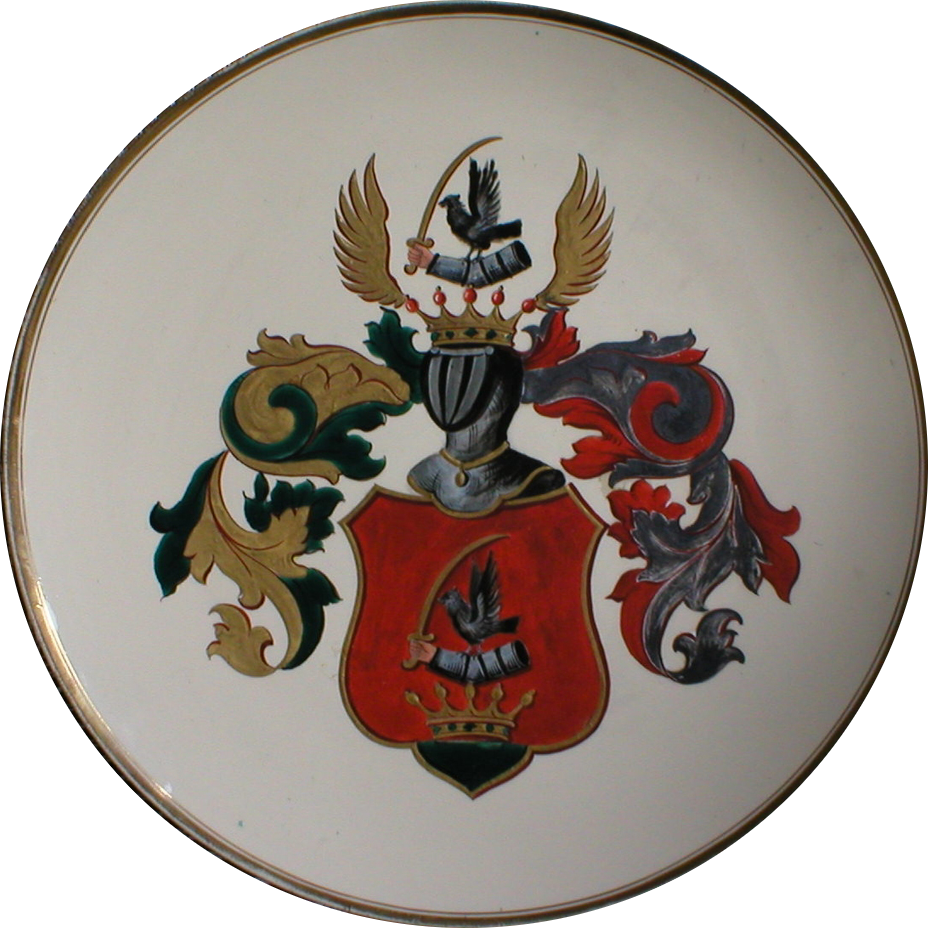
A Ponori Thewrewk család nemesi címere, festett tányéron

A Ponori Thewrewk család története a 15. századig, Hunyadi Jánosig vezethető vissza. A család mai ága a 19. század elején Erdélyből, a Hunyad vármegyei Ponorról települt át Magyarországra. A kisnemesi család olyan neves tagokat mondhat magáénak, mint Ponori Thewrewk József író, régiséggyűjtő, az 1531-ben keletkezett Thewrewk-kódex felfedezője, aki Kazinczyval költőként és íróként működött a nyelvújításban. Török Aurél orvos, antropológus, a Magyar Tudományos Akadémia levelező tagja, (Ponori Thewrewk Aurél nagyapja), Ponori Thewrewk Emil a klasszika-filológus költő és műfordító, tanszékvezető egyetemi tanár, valamint Ponori Thewrewk Árpád, aki ugyanezen a pályán működött.
Második családnevüket, a Thewrewköt az erdélyi Ponori Péternek köszönhetik, aki törökországi raboskodása után sem hagyta el a török viseletet, és feleségül is török nőt vett el. Így ragadt rá a török név, s mivel ebben az időben még nem használtak ékezetes betűket, akkori fonetikus leírása a thewrewk volt.

## Élete
Pongrácz Mária és Ponori Thewrewk Aurél gyermekeként született. Elemi iskolába Budapesten, a Cukor utcába járt. Nyolcosztályos középiskolai tanulmányait a Budapesti Piarista Gimnáziumban kezdte meg. 1934-ben Nagykanizsára, az ottani piarista gimnáziumba került, bentlakásos tanulóként, ott érettségizett 1939-ben. Már kisdiák korában is nagyon érdekelte a technika, a természettudományok, ezek közül elsősorban a fizika és a csillagászat. Érettségi után a budapesti Pázmány Péter Tudományegyetem (ma ELTE) Bölcsészeti karán matematika–fizika szakon tanult tovább. Érdeklődése rendkívül szerteágazó volt, a csillagászaton kívül folytatott antropológiai, egyiptológiai és keleti nyelvészeti tanulmányokkal is. Nevesebb tanárai közé tartozott Fejér Lipót, a későbbi Nobel-díjas Békésy György, Ortvay Rudolf, Detre László. Szintén tanította Wodetzky József, az egyetemi Csillagászati Intézet igazgatója. Thewrewk 1943-tól 1948-ig gyakornokként dolgozott az Egyetemes Csillagászati Tanszéken. Ezekben a nehéz időkben özvegy édesanyjával csak úgy tudtak megélni, hogy diákok korrepetálását vállalta, emellett jó tanulmányi eredményei miatt részleges, illetve teljes tandíjmentességet élvezett.
1944 tavaszán az Első Magyar Viaszosvászon- és Műbőrgyár, Grab M. Fiai cég budapesti központjába került, ahol kalkulátorként dolgozott. Tanári oklevelét 1944 szeptemberében, néhány héttel katonai behívója megérkezése előtt kapta meg, majd október 5-én bevonult Polgárdiba. A Szálasi-rezsim hatalomra jutásakor megszökött alakulatától, és csak egy amnesztiarendeletnek köszönhette, hogy megmenekült a szökevényekre kirótt kivégzéstől. 1945 márciusában a németországi Plauenbe szállították, áprilisban amerikai fogságba esett, amelyet a rettegett hírű Bad Kreuznach-i táborban kezdett, majd augusztusban a Boden-tó melletti Lindauba, novemberben a franciaországi Rennes közelébe hurcolták. Fél éven át a Bruz falucska melletti fogolytáborban élt mint lakatos. (Hadifogságának emlékiratait, „nyugatossá” válásának történetét írta meg 2004-ben megjelent Nyugatosok című művében.) 1946 májusában térhetett haza. Lakását távollétében kisajátították, holmijait széthordták, édesanyjával – aki a fővárosi légitámadások elől Paloznakra menekült – sem találkozhatott, mert fia hazaérkezése előtt fél évvel, valószínűleg a fia hadifogságból küldött levele okozott megrázkódtatástól, 1946 februárjában meghalt.
A Grab cégnél megszűnt az állása, a Csillagászati Intézet díjtalan gyakornoki beosztásából megélni nem lehetett. 1947-ben tanári kinevezést kapott egy ipari tanuló iskolában. Még ebben évben megnősült, feleségével, Herendi Évával két gyermekük született: 1948-ban Piroska, 1950-ben Ádám Ajtony. Felesége előző házasságából származó leányát, Évát örökbe fogadta, így három gyermek neveléséről kellett gondoskodniuk. Szakterületén nem talált állást, 1951-től a Geofizikai Mérőműszerek Gyárában dolgozott mint kutatómérnök. Megtervezte a bonyolult optikájú, ötcsatornás fotoregisztráló berendezést, valamint az érzékeny, rezgésmentes, immerziós, tükrös galvanométert. Közben az első Magyar Csillagászati Egyesület alelnöke lett 1949-ig, amikor az egyesületet politikai okok miatt feloszlatták. Az 1947-ben megnyílt Uránia Csillagvizsgálóban mint ismeretterjesztő tevékenykedett. Az 1950-es évek végén csillagászati és űrkutatási szakkört indított, és csaknem két évtizeden át vezette azt.
1956-ban a forradalom idején részt vett a gyári munkástanács elnökségének munkájában, de emiatt később nem érték retorziók. 1962-ben a Táncsics Könyv- és Folyóirat Kiadó Vállalat felelős szerkesztőként alkalmazta, ismeretterjesztő és szakipari kéziratokat gondozott. Ő indította el a Mi Világunk című, sokoldalú ismeretterjesztő könyvsorozatot. E munkája mellett, 1963-ban a TIT Uránia Csillagvizsgáló igazgatóhelyettese lett, ott és szerte az országban sok előadást tartott, számos szakcikket publikált.
Első könyvét a Gondolat Könyvkiadó jelentette meg 1965-ben, Bibliai csodák címen. Munkáját nyelvismerete is segítette. Csaknem két évtizeden át tartott természettudományi témájú előadásokat a gyulai Eszperantó Nyári Egyetemen (SEU). Több éven át (1969–1975) volt a Magyar Eszperantó Szövetség (HEA) elnökségének, továbbá a Hungara Vivo eszperantó folyóirat szerkesztőbizottságának tagja, több külföldi eszperantó konferencián vett részt és tartott előadást. Mint eszperantó költőt is számontartják.
1975-ben, Kulin György nyugalomba vonulása után az Uránia Csillagvizsgáló igazgatója lett. 1977 augusztusában a TIT központi intézményeként megnyitott Budapesti Planetáriumnak is igazgatójává választották. Működésének első évei alatt vezetésével az intézmény világviszonylatban is nagy eredményeket ért el. Havonként változtatva, több előadást tartottak műsoron, amelyek közül néhányat ő dolgozott ki, és adott elő. A Planetárium első éves látogatottsága a 200 000 főt is meghaladta.
1981-ben nyugalomba vonult, de 1998-ig még rendszeresen vállalt előadásokat. 1983-tól 1996-ig az ELTE Csillagászati tanszéke felkérésére csillagászattörténeti előadásokat tartott. Folytatta az 1960-as években megkezdett kutatásait Dante műve, a Divina Commedia csillagászati vonatkozásairól, amelyeket a Divina Astronomia című könyvében jelentetett meg 2001-ben. Munkásságáért a 2004 áprilisában megalakult Magyar Dantisztikai Társaság alapító tagjává választották. Több szakmai kutatásban vett részt, előadásokat tartott országszerte, és aktívan tevékenykedett az ismeretterjesztő munkában. 2014. október 8-i haláláig a Magyar Csillagászati Egyesület tiszteletbeli elnöke volt.

## Kutatási területe
1981-es nyugdíjazásától csillagászattörténeti és kronológiai kutatásokkal foglalkozott, publikált, szakcikkeket és könyveket írt.
- 1943-tól foglalkozott lexikonszerkesztéssel. Több lexikon – például az Encyclopaedia Hungarica (Kanada, Calgary, 1992–1998) – szerkesztésében vett részt, valamint az Eszperantó Kéziszótár (1996) csillagászati–meteorológiai szakszavait gondozta.
- A Hold tanulmányozása: még a hatvanas években ismertette elgondolását a holdkráterek kialakulási lehetőségeiről.
- A napfogyatkozások periódusainak elemzése. Az általa felfedezett 300 éves, úgynevezett hex-hept-periódust ausztriai szakülésen ismertették.
- Erősen foglalkoztatták a vallásos és a természettudományos világnézet közötti ellentét kérdései is. Erre vonatkozó írásai, a Hit a hitetlenségben, a Dialógus stb. kéziratban maradtak.
- Több könyvében népszerűsítette és ismertette a napórák szerkesztését.

## Kötetei
- Ponori Thewrewk, Aurél. A Kheopsz-piramisról. Budapest: Királyi Magyar Természettudományi Társulat (1943)
- Ponori Thewrewk, Aurél. Bibliai csodák. Budapest: Gondolat (1965)
- Élet más bolygókon, (gyűjteményes munka), társszerzők: Kulin György és Róka Gedeon, Móra Ferenc Ifjúsági Könyvkiadó, 1968
- Ponori Thewrewk, Aurél, Marik Miklós. Modern csillagászati világkép, I–III. Budapest: Tankönyvkiadó (1969, 1972, 1975)
- Ponori Thewrewk, Aurél, Dr. Kulin György lektor.szerk.: Sándor Dénes: Mi és a Világmindenség, A Mi világunk. Budapest: Táncsics Könyvkiadó (1974)
- A betlehemi csillag, Tudományos Ismeretterjesztő Társulat (TIT), Budapest, 1982 (Planetáriumi füzetek 5.)
- Naptárunk története, Tudományos Ismeretterjesztő Társulat, Budapest, 1982 (Planetáriumi füzetek 7.)
- A csillagászat története, Tudományos Ismeretterjesztő Társulat, Budapest, 1988 (Csillagászati Távoktatási Tanfolyam)
- Ponori Thewrewk, Aurél. Csillagok a Bibliában – A Biblia a csillagászat fényében). Budapest: Tertia Kiadó (1993)
- Ponori Thewrewk, Aurél. Divina astronomia – Csillagászat Dante műveiben. Magyar Csillagászati Egyesület (2001). ISBN 9789630083959
- Ponori Thewrewk, Aurél. Hajnali szép csillag – Csillagászat a Mária-mítoszokban, (a Csillagok a Bibliában című könyv folytatása). Magyar Csillagászati Egyesület (2003). ISBN 9789632067728
- Ponori Thewrewk, Aurél. Nyugatosok – Hadifogoly-emlékezések – Ember(ség)próbák szögesdrót mögött. Budapest: Mundus Magyar Egyetemi Kiadó (2004). ISBN 9789639501232
- Ponori Thewrewk, Aurél. A Nap fiai – A Nap tisztelete, napisten-mítoszok uralkodóikat a Nap Fiának tartó népeknél. Budapest: Magyar Csillagászati Egyesület (2007)
- Ponori Thewrewk, Aurél. Az Ég Királynője – A Hold kultúrtörténete. Budapest: Magyar Csillagászati Egyesület (2009)
- Bolygóistennő. A Vénusz és kultúrtörténete, Magyar Csillagászati Egyesület, Budapest, 2011[5]
- A bolygókirály. A Jupiter és mitológiája, Magyar Csillagászati Egyesület, Budapest, 2013
- A "legfelső bolygó". A Szaturnusz és mitológiája; közrem. Csaba György Gábor, Szabados László, interjú Elek László; Magyar Csillagászati Egyesület, Budapest, 2021

## Tanulmányok

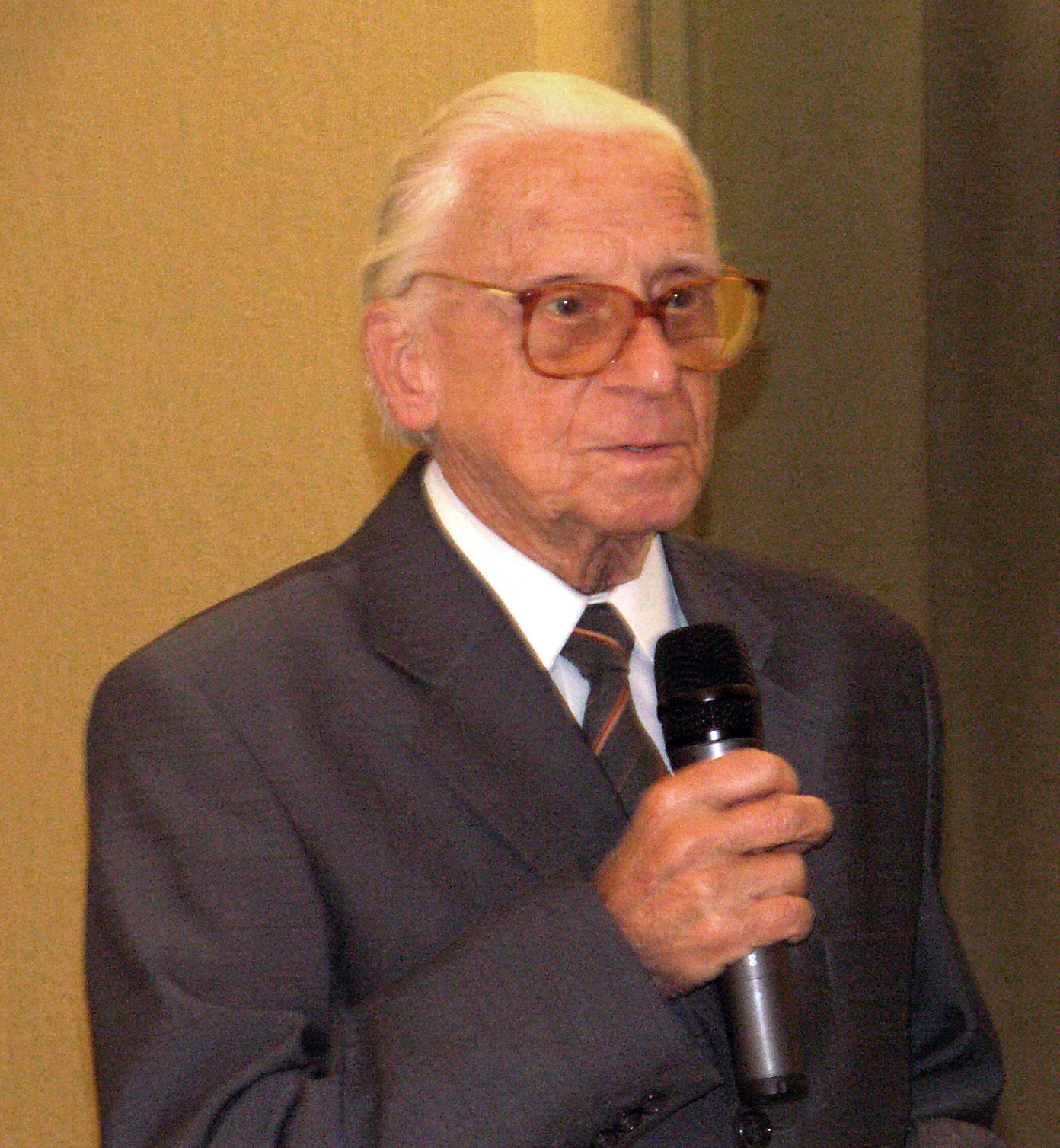
Ponori Thewrewk Aurél a Szkeptikusok XIV. Országos Konferenciáján, Székesfehérváron, 2008-ban

- Az óegyiptomiak csillagászatáról. Csillagászati Lapok 5. évf., 1–2. sz. 1942. 94–101. o.
- A Kheopsz-piramisról. Csillagászati Lapok 6. évf., 2. sz. 1943. 69–79. o.
- Az óegyiptomiak geometriájáról. Matematikai szakdolgozat, kézirat. Budapest, 1943. 42 o.
- Az Exodus és a gibeoni csata időpontjának csillagászati–kronológiai meghatározása (Doktori disszertáció, kézirat), Budapest, 1948. 23 o.
- A kronológiáról. Csillagok Világa I. évf. 5. sz. 1948. nov.–dec. 150–155. o.
- A csillagnevek eredete. Csillagok Világa II. évf. 1. sz. 1949.
- A Világegyetem a régiek és a maiak szerint. Csillagok Világa, I. évf. 4. sz. 1949. szeptember 97–102. o.
- A Perseida-radiáns babilóniai megfigyelése Csillagok Világa, 1953
- A csillagászati jelenségek és a kronológia. Természet és Társadalom CXIII. évf. 8. sz., 1954. augusztus, 476–479. o.
- A csillagászati jelenségek és a kronológia. (Hivatkozás és válasz: Természet Világa 121. évf. 12. sz. 1990. december, 570. o.)
- A piramisok csillagászata. Élet és Tudomány, XII. évf. 12. sz. 1957. március 24. 355–358. o.
- Kína csillagászata. A Csillagos Ég, 1959. 2. sz. 5–15. o.
- Az 1960. november 7-i Merkúr-átvonulás. Természettudományi Közlöny IV. (XCI.) évf. 12. sz. 1960. december, 565–566. o.
- Az 1961. évi napfogyatkozás. Csillagászati Évkönyv 1961. évre. Gondolat Kiadó, Budapest, 1960, 131–138. o.
- A mayák naptára. Élet és Tudomány XVI. évf. 5. sz. 1961. január 29. 143–147. o.
- Napfogyatkozás és babona., Világosság, 2. évf. 2. sz. 1961. február, 44–48. o.
- Világvége után. Világosság 3. évf. 2. sz. 1962 február, 35–43. o.
- Hogyan alakultak ki a Hold hegyei?, Élet és Tudomány XVII. évf. 19. sz. 1962. május 13. 579–582. o.
- Kopernikusz és kora., A Csillagos Ég, 1962. 3. sz. 5–14. o.
- A kereszténység régi hal-szimbóluma., Világosság 3. évf. 11. sz. 1962 november, 52–53. o.
- Űrhajós szakpróba (Kulin György társszerzővel). Úttörő próbafüzet. Ifjúsági Lapkiadó. Budapest, é. n. (1963) 128 o.
- Csillagászat és vallásos világkép. Világosság 4. évf. 9. sz. 1963. szeptember. 536–542. o.
- Tudományos" hipotézisek a természettudományos ismeretterjesztő irodalomban. Természettudományi Közlöny VIII. (XCV.) évf. 12. sz. 1963 december, 571–572. o.
- Galilei hold- és bolygókutatásai., Csillagászati Évkönyv 1964. évre. Gondolat Kiadó. Budapest, 1963. 148–153. o.
- Távolságmérés a csillagászatban. Élet és Tudomány XIX. évf. 26. sz. 1964. június 25. 1227–1230. o.
- Egy természeti jelenség leírásának tanulságai. Természettudományi Közlöny VIII. (XCV.) évf. 10. sz. 1964. okt. 450–454. o. (Újraközlés méltatással l. 1996), (Változtatott újraközlés l. 2004; 2005)
- Napórákról, Meteor csillagászati évkönyv 1992. Magyar Csillagászati Egyesület, Budapest, 1991
- Ötven éves az MCSE, Meteor csillagászati évkönyv 1996. Magyar Csillagászati Egyesület, Budapest, 1995
- A világegyetem a régiek és a maiak szerint, 2010. március 9. A Magyar Csillagászati Egyesületben 1948. június 24-én elhangzott előadás szövege
- Rezsabek Nándor: Az utolsó magyar polihisztor – Mahler Ede emlékezete előszava Ponori Thewrewk Aurél által[6]
- A világ vége (2000. május 5-én!?)
- Fizikai Szemle 1996/11 – Szimán Oszkár életrajza

## Interjúk
- Eratoszthenész modern követői. Beszélgetés Ponori Thewrewk Aurél csillagászattörténésszel – 1998, 12. sz., A Természet világa, 553. o.[7]
- A betlehemi csillag nyomában, 2006. július 4.
- Történet hangszerelve. Zenés portréműsor, MR1, 2010. augusztus 21.

## Tévéfilmek
- Szerencsés csillagzat alatt címmel az MTV portréfilmje, 1994 (Adásba került 1996. január 14-én.) Szerkesztő: Orha Zoltán.[8]
- A téli-nyári időszámításról, valamint a ritmusról a zenében és a biológiában az Mtv Válaszd a tudást! című műsorában beszélgetés P. T. Auréllal, 2006. október 27.[9]
- Űrkutatás, Jubileumi ünnepség a 30 éves Planetáriumban, előadó, 2007. augusztus 22.[10]
- Szökőnap, az MTV az Ablak klasszikus című műsorban, 2008. február 24.[11]
- Árulkodó csillag – a múlt nyomában, egy csillagász kutatása Petőfi Sándor költeménye során. A Duna televízió Heuréka, megtaláltam! című műsorában. 2010. január 4.[12]

## Diafilm
- A száguldó pillanat. Magyar Diafilm Vállalat, 1965[13]

## Expedíció
Az 1988. április–májusban az Uránia Bemutató Csillagvizsgáló által szervezett, négy hétig tartó egyiptomi csillagászattörténeti expedíció szakmai programjának kidolgozója volt. Az expedíció célja az Alexandriában élt görög Eratoszthenész i. e. 3. században végrehajtott földkerületmérésének megismétlése. Erre a célra olyan napmagasságmérő eszközöket tervezett, amelyeket az ókorban is használhattak. A helymeghatározásokat az expedíció az akkori korszerű, mesterséges holdakkal való összeköttetés segítségével végezte.

## Bibliai számítások
Éveken át tanulmányozta a bibliai eseményekkel összefüggő csillagászati jelenségeket és az azok időpontjára vonatkozó számításokat, valamint az ókori népek napistenmítoszainak az Újszövetség könyveiben fellelhető nyomait. Az 1993-ban megjelent Csillagok a Bibliában című könyvében és a A Nap fiai című munkájában ezeket a kutatásait írta meg. A Mária-kultusz hátterében fellelhető csillagászati kérdések témájával a Hajnali Szép Csillag című munkájában foglalkozott. Saját összeállítású programjai segítségével sok közép- és dél-amerikai, európai és kínai napfogyatkozást és más csillagászati jelenséget, illetve ezek idejét számolta ki, a régebbi korokra vonatkozó történeti kutatásokhoz. A kínai történelemre vonatkozó eredményeit Zoltan Andrew Simon Absolute Dates for Ancient China by Astronomy (Rhombos Verlag, 2006) című művében ismertette. Ezeket a témákat követve kezdett a Hold mítoszainak feldolgozásához, amely kutatás aztán Az Ég Királynője című könyvét eredményezte (MCSE, 2009).

## Napórái
Ponori Thewrewk Aurél több könyvében népszerűsítette és ismertette a napórák szerkesztését, részletes leírásai jelentek meg a Távcső világa, a Meteor, a Csillagászati évkönyv lapjain. Gyakorlatban megvalósított műveit Magyarország több városában megcsodálhatjuk, az egyik leghíresebb a Planetárium jobb oldali bejárata felett látható napórája.
- 1937. Paloznak, Nagyhegyi u. 2. Boda család háza. – Horizontális napóra a háztól DK-re a kertben, egy 1 méter magas kőoszlopon. Árnyékvetőjének éle pólusra mutat. A számlap díszes rézabroncsba öntött cementkorong 0,35 m átmérővel. Óraszámozása bemélyített, arab, a 12-es szám rézberakásos. Csutor Ipoly tanára útmutatása alapján 1937-ben készítette Ponori Thewrewk Aurél gimnáziumi tanuló. A napóra ma is jó állapotban van.[15]
- 1987. Budapest, Népliget, a Planetárium irodaépület bejárata felett – Felállítása 1987-ben történt, alkotója Ponori Thewrewk Aurél.[16]
- 1992. A jászberényi, Apponyi téri nagyméretű horizontális napórát, amely egy Lenin-szobor helyére készült, és aminek alapsíkja a vízszintessel 15°-ot zárt be, 2013-ban elbontották.[17]
- 1993. Paloznak, Mandula u. Boda–Ponori Thewrewk-nyaraló – Vertikális napóra az épület csaknem nyugati falán 3 m magasban. Árnyékvetője pólusra mutat, a számlap vakolatra festett negyedkörív alakú sávban húzódik 1,5 m hosszan. Óraszámozása: XI–XII–VIII, KÖZEI-ben és 12–21 NYISZ-ben, változó közű, félórás beosztású. Felirata középen: NON NUMERO NISI HORAS SERENAS (Csak a derűs órákat számolom), jobbra AMF (Aurelius me fecit, azaz Aurél készített engem) 1993. Tervezte és készítette Ponori Thewrewk Aurél 1993-ban.[18]
- 1994. Paloznak, Mandula u. Boda–Ponori Thewrewk-nyaraló – A vertikális napóra a tornácon egy pillér déli oldalán, 3 m magasban helyezkedik el. Árnyékvetője pólusra mutat, a számlap 0,6 m-es négyzet alakú vakolatrészre festett. Óraszámozása: IX–XII–II, KÖZEI-ben és 10–12–15 NYISZ-ben. Felirata: A& G MF 1994 (AURELIUS ET GEORGIUS ME FECIT, azaz Aurél és György készített engem).[19] Ponori Thewrewk Aurél és Boda György műve. 1994.
- 1996. Keszthely, Kastély tér 1.,Helikon Kastélymúzeum – Napóra a parkban a kastély bejáratától keletre, a szökőkúton túl, a kerítéstől pár méterre, a sétány egy mészkővel burkolt területén. Horizontális (analemmatikus). Árnyékvetője nincs beépítve, az árnyékot az ideálló ember maga adja. Középen 0,25×1,2 m-es É-D irányú márványlap van, 12 szektorára római számokkal a 12 hónap van jelölve, az éppen aktuális időpontra kell állnia a megfigyelőnek, hogy árnyéka a helyes időt mutassa. Óraszámozása: IIII–XII–VIII, változó közű. A 17 óraszám 15 cm-es márvány korongja kissé domborodik ki a burkolatból, és egy 4×2 m-es külméretű elliptikus területen helyezkednek el. A napórát Czoma László igazgató megrendelésére Ponori Thewrewk Aurél tervezte 1996-ban.[20]
- 1998. Ajka – A Hild-parkban, a talajon helyezkedik el egy analemmatikus napóra, amely Ponori Thewrewk Aurél által a keszthelyi Festetics-kastély parkjába tervezett napóra másolata. 1998-ban készítette Zsigmond László.[21]
- 2000. Tát, Móricz Zsigmond u. – A kultúrház előtti téren lévő analemmatikus napóra. Szíjártó Lajos amatőrcsillagász készítette Ponori Thewrewk Aurél szerkesztése alapján. A napóra ünnepélyes avatása 2000. június 10-én volt.
- 2000. Zánka – Egy nyaraló falán helyezkedik el. Ponori Thewrewk Aurél szerkesztette, Szekeres Károly keramikusművész készítette 2000-ben.
- 2013. Paloznak – Korrekciós napóra, a paloznaki templom déli oldalán helyezkedik el, Ponori Thewrewk Aurél szerkesztette, kivitelezte Szabó László. Felirata: „Használd jóra mind!”[22]

## Tagságai
- A MANT – Magyar Asztronautikai Társaság tiszteleti tagja[23]
- A Tudományos Ismeretterjesztő Társulat, (TIT) tagja 1957-től
- A Magyar Eszperantó Szövetség elnökségi tagja 1969-től 1975-ig
- Az MTA Csillagászati Bizottsági tagja 1975-től 1979-ig
- A Csillagászattörténeti Adatgyűjtő Csoport tagja, majd elnöke, (CSACS). 1983-tól
- Az Eötvös Loránd Fizikai Társulat tagja
- A Magyar Természettudományi Társulat tagja, alelnöke, 1992-től 1996-ig
- A Magyar Eszperantó Szövetség tagja, majd tiszteletbeli tagja 1966-tól
- A TIT vezetőségi tagja, 1979-től 1981-ig
- A Nemzetközi Tudományos Akadémia (AIS) tagja, San-Marino, 1983-tól

## Kitüntetései
- A Munka Érdemrend arany fokozata (1981)
- A Magyar Csillagászati Egyesület örökös tiszteletbeli elnöke (2000)
- Kulin György-emlékérem (2002)
- Paloznak díszpolgára (2009)
- Budavárért Emlékérem (2011)[24]
- Nagykanizsa Megyei Jogú Város Címere (2013)[25]

## Kisbolygó
A 2000-ben fölfedezett 45300 Thewrewk kisbolygót róla nevezték el.